# Fasciolopsiose
 Mise en garde médicale
La fasciolopsiose, ou distomatose intestinale à Fasciolopsis buski, est une maladie infectieuse causée par le trématode, Fasciolopsis buski, qui affecte l'homme et certains mammifères, notamment les porcs, exclusivement dans le Sud-Est asiatique,. Chez l'homme, ce parasite est la plus grande  douve intestinale (jusqu'à 7,5 cm de long), beaucoup plus courte cependant que beaucoup de ténias, mais les douves étant généralement plus larges et non segmentées, l'affection entraîne au minimum une perte de poids relative

## Signes et symptômes
La plupart des infections sont légères, presque asymptomatiques. Dans les cas d'infections grave, les symptômes peuvent inclure des douleurs abdominales, une diarrhée  chronique, anémie, ascite,  toxémie, des  réactions allergiques, une sensibilisation provoquée par l'absorption des métabolites allergènes des vers (pouvant éventuellement entraîner la mort du patient) et une obstruction intestinale.

## Cause
Le parasite infecte une espèce d'escargots amphibies (tels que Segmentina nitidella, Segmentina hemisphaerula, Hippeutis schmackerie, Gyraulus sp., Lymnea sp., Pila sp., Planorbis (Indoplanorbis)) après avoir été libéré par des matières fécales de mammifères infectés. Les métacercaires libérés de cet  hôte intermédiaire s'enkystent sur des plantes aquatiques comme le liseron d'eau, qui sont consommés crus par l'homme ou par les porcs. L'eau elle-même peut également être infectante lorsqu'elle est bue sans être chauffée (« Les cercaires enkystés se trouvent non seulement sur les plantes aquatiques, mais également à la surface de l'eau. »).

## Diagnostic
L'identification microscopique des œufs, ou plus rarement des adultes, dans les  selles ou les  vomissements constitue la base du diagnostic spécifique. Les œufs sont indiscernables de ceux de la douve du foie très étroitement apparentée, mais cela est en grande partie sans conséquence puisque le traitement est, pour l'essentiel, identique dans les deux cas.

## Prévention
Il est possible de prévenir l’infection en immergeant les légumes dans de l’eau bouillante pendant quelques secondes pour éliminer les métacercaires infectieux, en évitant l’utilisation d’excréments non traités ("hibernation") comme engrais, et en maintenant un assainissement adéquat et une bonne hygiène. De plus, la lutte contre les escargots doit être tentée.

## Traitement
Le praziquantel est le médicament de choix pour le traitement. Le traitement est efficace dans le cas d'infections précoces ou légères. Les infections graves sont plus difficiles à traiter. Des études sur l'efficacité de divers médicaments pour le traitement d'enfants parasités par Fasciolopsis buski ont montré que le tétrachloréthylène était capable de réduire le nombre d'œufs fécaux jusqu'à 99 %. Les anthelminthiques qui peuvent être utilisés comprennent le thiabendazole, le mébendazole, le lévamisole et le pyrantel. L'oxyclozanide, l'hexachlorophène et le nitroxynil sont également très efficaces.

## Épidémiologie

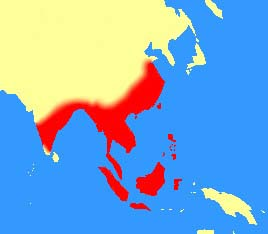
Distribution de Fasciolopsis buski.

Fasciolopsis buski est endémique en Asie, notamment en Chine, Taïwan, Asie du Sud-Est, Indonésie, Malaisie et Inde. Il a une prévalence allant jusqu'à 60 % dans les communautés les plus touchées du sud et de l'est de l'Inde et de Chine continentale, avec environ 10 millions d'infections humaines. Les infections surviennent le plus souvent chez les enfants d’âge scolaire ou dans les zones défavorisées dépourvues de systèmes d’assainissement adéquats
Fasciolopsis buski était endémique dans le centre de la Thaïlande, touchant environ 3000 personnes en raison de plantes aquatiques infectées appelées châtaignes d'eau et des escargots-hôtes qui leur étaient associés. L'infection, ou les œufs qui éclosent dans le milieu aquatique, étaient corrélés à la pollution de l'eau dans différents districts de la Thaïlande, tels que la province d'Ayutthaya. L'incidence élevée de l'infection était prévalente chez les femmes et les enfants âgés de 10 à 14 ans.